# ワンズワース区
ワンズワース・ロンドン自治区（ワンズワース・ロンドンじちく、英: London Borough of Wandsworth、[ˈwɒndzwɜːrθ] ( 音声ファイル)）は、イングランドのロンドンの南西部にあるロンドン自治区の一つで、インナー・ロンドンの一部を構成する。1963年ロンドン政府法により設置された :5 。自治主体はワンズワース・ロンドン自治区議会。

## 歴史
1889年まで、現在のワンズワース区はサリーの一部だった。1855年にワンズワース地区 (Wandsworth District (Metropolis)) が形成され、ペンジを除くバタシー、クラパム、パトニー、ストレタム、トゥーティング、ワンズワースがこの地区に含まれた。バタシーは1888年にこの地区から除かれている。1900年には残った地区が「メトロポリタン・バラ・オブ・ワンズワース」 (Metropolitan Borough of Wandsworth) となり、バタシーは同じく「メトロポリタン・バラ・オブ・バタシー」 (Metropolitan Borough of Battersea) を形成した。
ワンズワース区は、1965年にそれまでの「メトロポリタン・バラ・オブ・ワンズワース」と「メトロポリタン・バラ・オブ・バタシー」を合わせて形成されたが、クラパムとストレタムの大半は地区から除かれ、ランベス区に組み込まれている。

## 地理
ワンズワース区は、東端でランベス区、南端でマートン区とキングストン・アポン・テムズ王室特別区、西端でリッチモンド・アポン・テムズ区に接している。
北端ではテムズ川を挟んで、ハマースミス・アンド・フラム区、ケンジントン・アンド・チェルシー王室特別区、シティ・オブ・ウェストミンスターと接している。

## 人口統計
2011年の国勢調査によると、ワンズワース区の人口は306,995人だった。2001年の調査では、住民の78%が白人、9.6%が黒人、そして6.9%が南アジア出身者だった。

## 地区
- バラム（英語版）
- バタシー
- アールスフィールド（英語版）
- ファーズダウン（英語版）
- ナイン・エルムス（英語版） - メイフェアから在英アメリカ大使館が同地区テムズ川沿いに移転してきた。2018年1月に開館。
- パトニー（英語版）
- パトニー・ヒース（英語版）
- パトニー・ヴェイル（英語版）
- ローハンプトン（英語版）
- サウスフィールズ（英語版）
- ストレタム・パーク（英語版）
- トゥーティング（英語版）
- トゥーティング・ベク（英語版） / アッパー・トゥーティング
- ワンズワース
- ウェスト・ヒル（英語版）
- サマーズタウン（英語版） - マートン区の一部をなす。

### 郵便番号区域
London SW4（一部）、London SW8（一部）、London SW11（全域）、London SW12（一部）、London SW15（一部）、London SW16（一部）、London SW17（一部）、London SW18（全域）、London SW19（一部）

## 名所・旧跡

### 建築
クラパムジャンクション駅は、クラパムというよりは、この区内のバタシーに位置する。活気のある川沿いには、巨大なチェルシー橋埠頭をはじめ、新しい建物や改装された建物が多数建ち並ぶ。世界中にある平和パゴダの一つである「ピース・パゴダ」 (Peace Pagoda)  は、テムズ川沿いに広がる長方形の公園で、サーカスの興行もよく行われるバタシー・パークの中に位置する。
ロンドンで最も混雑する主要ヘリポートであるロンドン・ヘリポートは、バタシー・パークのすぐ側にあり、南側にはニュー・コヴェント・ガーデン市場が存在する。規模の点では、サウス・テムズ・カレッジ、サウスサイド・ショッピング・センター、ワンズワース、エクスチェンジ・ショッピング・センター、パトニーなどは、いずれも宗教建築ではない、いわば最大の世俗的建物 (Secular building) になる。
近代建築（モダニズム建築）学上の文化財として高く評価されている建物として、バタシー・アーツ・センター（旧区役所）、王立神経障害病院 (Royal Hospital for Neuro-disability) 、ワンズワース区役所、ガラ・ビンゴ・クラブ（旧グラナダ・シアター）の豪華な内装、聖ヨハネの丘、セオドア・コミサルジェフスキーが手掛けたクラパム・ジャンクション、そして現在全く異なる公共利用をされているクイーン・メアリー病院内外の石造・レンガ造りの5つの華麗な大邸宅群などが挙げられ、いずれもグレードII* かそれ以上に指定されている。
オールド・バタシーにある2つの見事な石細工の大邸宅はロンドン大空襲をくぐり抜け、オールド・バタシー・ハウスとダウンシャー・ハウスとして、どちらも数少ないグレードII* クラスに指定されている。

### 劇場
- バタシー・アーツ・センター（英語版）
- シアター503（英語版）

### その他
- バタシー発電所
  - 再開発地区で、Apple UKは、2021年にバタシー発電所跡に主要本社機能を集約・移転予定。「バタシー発電所のポップ・カルチャー利用」も参照。
- ド・モーガン・センター（英語版）
  - 建物を保有していたワンズワース議会がリースを断ったため、2014年に閉鎖[6]。
- ワンズワース区ライフル・クラブ（英語版）
- ワンズワース美術館（英語版）

### 公園・オープンスペース
ワンズワース区には3つのメトロポリタン・オープン・スペース（英: Metropolitan Open Spaces）が存在する。
バタシー・パーク、ワンズワース・コモン、トゥーティング・コモンである。トゥーティング・コモンとは歴史的に別の施設だが、トゥーティング・ベク・コモン、トゥーティング・グレイヴニー・コモンに隣接している。
また、小さな公園や遊び場（一例：ワンズワース・パーク）を内包している、これら3つの大きな緑地施設は、2012年3月末までワンズワース・パークス・ポリスとして知られた、ワンズワース区の公園自警によってパトロールされていた。2012年4月からは、23人いたパークス・ポリスに代わり、ロンドン警視庁の警官12人が、セーファー・パークス・チーム（英: the Safer Parks Team; SPT）としてパトロールに当たっている。
ワンズワース区内には、パトニー・ヘルス (Putney Heath) や、パトニー・ロウアー・コモンの一部が含まれ、ウィンブルドン・コモンやクラパム・コモンの一部として管理されている。なおクラパム・コモンは、西半分がワンズワース区に含まれるが、全体をランベス区で管理している。

## 区政

### 首長
ワンズワース区の最初の区長はジョン・リディアード（英: John Lidiard）で、1900年11月のメトロポリタン・バラ・オブ・ワンズワース (en) での選挙で選出された。リディアードの存在は、執務室に置かれた「区長の鎖」（英: the Mayor's chain）の中心に置かれた複数のダイヤモンドで強調されている。次の区長はサー・ウィリアム・ランカスターだった。
現在の区長はニコラ・ナーデリ（英: Cllr Nicola Nardelli）である。

### 紋章
区章は、以前のメトロポリタン・バラ・オブ・バタシー (Metropolitan Borough of Battersea) とメトロポリタン・バラ・オブ・ワンズワース (Metropolitan Borough of Wandsworth) の紋章をおおよそ引き継いでいる。
フェス、クロッシング、盾は青と金の格子模様で、ウィリアム2世によって、最初のサリー伯爵に叙されたウィリアム・ド・ウォレン（英: William de Warren）の権力を象徴している。紋章内の金色の正方形には、1685年からワンズワースの地に定住した、フランス人ユグノーたちの涙を象徴する涙滴が描き込まれている。
頂上の船は大陸からやって来た海賊集団ウェンデル族（英: Wendels）を指すとされている。ウェンデル族の名前はこの地域名の元になったと考えられ、実際に古い文献には、ワンズワースを指す言葉としてウェンデルスワース（英: Wendelsworth）との用例が見られる。船の上に描き込まれた4つの盾とオールは、バタシー、パトニー、トゥーティング、ワンズワースの4地区を象徴している。
左側のハトはバタシー地区の、右側の黒い竜はワンズワース地区の以前の紋章からそれぞれ引用されたものである。また後者は、シティ・オブ・ロンドンの紋章に似ていることから、ロンドンそのものを象徴していると考えられている。

### ワンズワース・ロンドン特別区カウンシル

2002年から採用されたワンズワース区の区割り

ワンズワース区では、20地区から3人ずつ60人の区議会議員が選出されている。2014年のワンズワース・カウンシル選挙 (Wandsworth Council election, 2014) 以来、41人の議員が保守党、19人の議員が労働党となっている。保守党は、1978年の選挙以来このカウンシルで過半数を占め続けており、区閣議のメンバー9人全員を輩出している。地区の保守党代表者はラヴィ・ゴヴィンダ（英: Ravi Govindia）が務めている。

### 区議会の選挙結果概要
| 年        | 過半数 | 保守党 Conservative | 労働党 Labour | 自民党 (Lib Dem, 1988 - ) または 社民党 (Social Democrat, 1981 - 1988) | その他 |
| --------- | ------ | ------------------- | ------------- | ---------------------------------------------------------------------- | ------ |
| 2014 (en) | 保守党 | 41                  | 19            | –                                                                      | –      |
| 2010 (en) | 保守党 | 47                  | 13            | –                                                                      | –      |
| 2006 (en) | 保守党 | 51                  | 9             | –                                                                      | –      |
| 2002 (en) | 保守党 | 50                  | 10            | –                                                                      | –      |
| 1998 (en) | 保守党 | 50                  | 11            | –                                                                      | –      |
| 1994      | 保守党 | 45                  | 16            | –                                                                      | –      |
| 1990      | 保守党 | 48                  | 13            | –                                                                      | –      |
| 1986      | 保守党 | 31                  | 30            | –                                                                      | –      |
| 1982      | 保守党 | 33                  | 27            | 1                                                                      | –      |
| 1978      | 保守党 | 36                  | 25            | –                                                                      | –      |
| 1974      | 労働党 | 12                  | 48            | –                                                                      | –      |
| 1971      | 労働党 | 7                   | 53            | –                                                                      | –      |
| 1968      | 保守党 | 48                  | 12            | –                                                                      | –      |
| 1964      | 労働党 | 13                  | 47            | –                                                                      | –      |

### 国会議員選挙区
この地区にはバタシー選挙区 (Battersea (UK Parliament constituency)) 、パトニー選挙区 (Putney (UK Parliament constituency)) 、トゥーティング選挙区 (Tooting (UK Parliament constituency)) の3つの選挙区がある。

## 交通機関

### 橋
テムズ川の北側に位置する3つのロンドン特別区から、ワンズワースにつながる5つの橋が架けられている。下流から順に列挙する。
- チェルシー橋
- アルバート橋（英語版）
- バタシー橋（英語版）
- ワンズワース橋（英語版）
- パトニー橋（英語版）
  - 毎年4月にオックスブリッジの対抗レガッタ「ザ・ボート・レース」が、この橋からリッチモンド・アポン・テムズ区のモートレイク (Mortlake) まで実施される。

また、ワンズワースの中央を走り、地区を2つに分けるワンドル川にも多数の橋が架けられている。

### 路線事情
ワンズワース区を通るナショナル・レールの列車は主にウォータールー駅をターミナル駅とするサウス・ウェスタン・レールウェイと、ロンドン・ヴィクトリア駅をターミナル駅とするサザン（ゴヴィア・テムズリンク・レールウェイ）によって運行されている。両事業者とも区一番の主要駅であるクラパムジャンクション駅に乗り入れており、同駅のほかには前者はアールスフィールド駅、パトニー駅、クイーンズタウン・ロード（バタシー）駅、ワンズワース・タウン駅、後者はバラム駅、バタシー・パーク駅、ワンズワース・コモン駅、トゥーティング駅に発着する。また、トゥーティング駅にはサザンと運営会社を同じくするテムズリンクの列車も乗り入れる。
ロンドン・オーバーグラウンドは主にクラパムジャンクション駅から発車するが、この駅はシェパーズ・ブッシュ駅経由でストラトフォード駅まで繋がるウェストロンドン線の南側終点となっている。一部の列車はウェストロンドン線北端のウィルズデン・ジャンクション駅を終点としている。イーストロンドン線の西側終点も同じくクラパムジャンクション駅で、デンマーク・ヒル駅経由でハイベリー&イズリントン駅に繋がる。1日に1本だけは、議会列車がクラパムジャンクション駅ではなくバタシー・パーク駅を終点として運行している。
ロンドン地下鉄はイースト・パトニー駅やサウスフィールズ駅に乗り入れるディストリクト線、バラム駅、クラパム・サウス地下鉄駅、トゥーティング・ベク地下鉄駅、トゥーティング・ブロードウェイ地下鉄駅に乗り入れるノーザン線が運行されている。
ナショナル・レールの駅
- クイーンズタウン・ロード（バタシー）駅（英語版）
- クラパムジャンクション駅
- アールスフィールド駅（英語版）
- ワンズワース・タウン駅（英語版）
- パトニー駅
- バタシー・パーク駅（英語版）
- バラム駅（英語版）
- ワンズワース・コモン駅（英語版）
- トゥーティング駅（英語版）

ロンドン・オーバーグラウンド
- クラパムジャンクション駅（先述）

地下鉄駅
ノーザン線
- クラパム・サウス地下鉄駅（英語版）
- バラム駅（先述）
- トゥーティング・ベク地下鉄駅（英語版）
- トゥーティング・ブロードウェイ地下鉄駅（英語版）

ディストリクト線
- イースト・パトニー駅
- サウスフィールズ駅

### 通勤手段
2011年3月、16歳から74歳まで全ての住民を対象に、主な通勤手段の調査が行われた。結果は以下の通り。
- 地下鉄、ライトレール、路面電車：20.7%
- 電車：10.6%
- 自家用車：10.6%
- バス、ミニバス、長距離バス：9.7%
- 徒歩：5.6%
- 自転車：5.4%
- 自宅で仕事をする[注 1]：4.0%

## 教育
ワンズワースには、専門的なラングウェッジ・カレッジの1つで著名なエリオット・スクールがあり、同校はピアース・ブロスナンの出身校である。1842年には、イングランド国教会がチェルシーに「ホワイトランズ・カレッジ」（英: Whitelands College）を設立し、学校はジョン・ラスキンの影響下に置かれた。1930年・1931年には、学校はワンズワース区ウェスト・ヒルに移転し、ジャイルズ・ギルバート・スコットの設計した巨大な特設エリアを占有することになった。現在指定文化財に含まれているこれらの建物は、2005年にカレッジがローハンプトンに再移転するまでは、ワンズワース区最大の教育施設だった。なおカレッジは移転後ローハンプトン大学の一部になっている。
ワンズワース区には、他にもサウスフィールズ・アカデミー、アシュクロフト・テクノロジー・アカデミーなどの学校が存在する。

## 宗教
この地区ではキリスト教信者が多数を占めるが、他宗教の信仰者も一定数存在する。シク教徒、ユダヤ教徒、ムスリム、仏教徒、ヒンドゥー教徒なども居住している。
2001年の国勢調査では、住民のおよそ29%が無宗教と回答、もしくは信仰を記入しなかった。

## スポーツ
サッカーチーム トゥーティング・アンド・ミッチャム・ユナイテッドFCがワンズワーク区とマートン区を本拠とする。
上述のように、毎年4月にオックスブリッジの対抗レガッタ「ザ・ボート・レース」が、パトニー橋からリッチモンド・アポン・テムズ区のモートレイク (Mortlake) まで実施される。

## 関係者
出身者
- エドワード・ギボン（18世紀後半の歴史家、「ローマ帝国衰亡史」） - パットニー生まれ
- クレメント・アトリー（政治家・首相、アトリー伯爵）
- マーガレット・ラザフォード（女優）
- エミリー・ブラント（女優）

居住その他ゆかりある人物
- ヴィヴィアン・リー（女優） - 6歳頃、英領インドからロンドン南西部ローハンプトン (en) にあったフランス系カトリック女子修道院付属学校（現ウォルディンガム女学校 (en)）に転入した。
- ジル・エズモンド（女優） - 俳優のローレンス・オリビエが何度も口説いた末に結婚した最初の妻。1990年にワンズワースで死去。